# Emil Lang
Emil "Bully" Lang (14 de enero de 1909 - 3 de septiembre de 1944) fue uno de los más respetados ases de la Luftwaffe durante la Segunda Guerra Mundial. Se le confirmaron 173 victorias aéreas (144 en el Frente Oriental y 29 en el frente Occidental), realizó más de 400 misiones de combate antes de caer en combate en Bélgica.
El 3 de noviembre de 1943, Lang consiguió 18 derribos en un solo día contra aviones de la Unión Soviética (récord de derribos en un solo día de todos los tiempos). De las 29 victorias contra los Aliados occidentales, todas excepto una las logró en la zona del frente de la invasión de Normandía, siendo el piloto alemán que consiguió más derribos en esa campaña.
Emil Lang voló el Focke-Wulf Fw 190.

## Etapas tempranas
Emil "Bully" Lang nació el 14 de enero de 1909 en Talheim en la región del Neckar en Baden-Wurtemberg. Tuvo una vida agitada antes de iniciar su carrera en la Luftwaffe. Lang fue un atleta y piloto civil cualificado, que voló con Lufthansa durante los años 1920 y principios de la década de 1930. Se ganó el apodo de "Bully" por su apariencia de bulldog.

## Carrera en la Luftwaffe

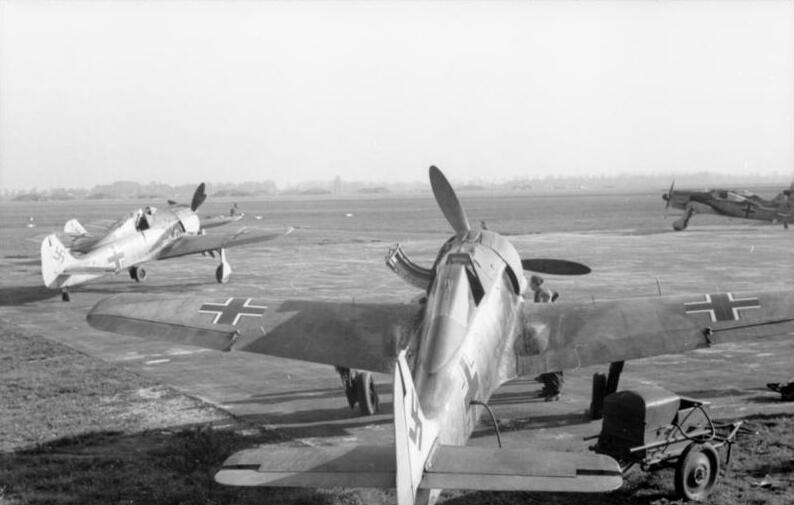
Francia. Cazas Focke-Wulf Fw 190 en un aeródromo

Emil Lang se alistó en la Luftwaffe como piloto de aviones de transporte en 1942. No fue admitido en la escuela de pilotos de caza hasta 1943, teniendo que superar el escepticismo que su avanzada edad planteaba, pues tenía 34 años; fue probablemente el piloto de caza de más edad en la Luftwaffe. Fue asignado al JG 54 y de inmediato se vio envuelto en los duros combates del Frente Oriental. Lang consiguió su primer derribo en marzo, y pasado un mes fue destinado al 5./JG 54 del que se convirtió en Jefe de escuadrón.
A pesar de un inicio tan tardío, demostró que tenía talento y capacidad para aprender. Antes de finalizar el año, su cuenta de derribos superó las 100 victorias, destacando el notable hecho de haber logrado 71 de ellas en sólo 3 semanas durante el mes de octubre de 1943.
En 9 de abril de 1944, fue ascendido a teniente y nombrado capitán del Escuadrón 9./JG 54 destinado a la Defensa del Reich. Fue galardonado en abril de 1944 con las Hojas de Roble para su Cruz de Caballero.
En junio, Lang reivindicó 15 victorias, incluyendo la que hizo su derribo n° 150 el 14 de junio y los cuatro cazas P-51 Mustang que derribó el 20 de junio. El capitán Lang fue nombrado Gruppenkommandeur del II./ JG 26 a finales de junio de 1944. El 9 de julio de 1944 derribó tres Spitfires de la RAF, el 15 de agosto dos P-47 Thunderbolt y el 25 de agosto de tres cazas P-38 Lightning. El 26 de agosto, reclamó sus tres últimos derribos, que fueron tres Spitfire.

## Muerte
Lang murió el 3 de septiembre de 1944, cuando su Fw 190 A-8 (W.Nr. 171 240) "1 verde" se estrelló contra el suelo y explotó cerca de Saint Trond, Bélgica. Lang tuvo problemas mecánicos con su avión, el tren de aterrizaje no podía replegarse. Diez minutos después de despegar, el Schwarm (dos parejas de cazas) de Lang fue interceptado por Spitfire XIVs del Escuadrón Nº 41 de la RAF. Fue derribado y muerto por el teniente de vuelo Terry Spencer.

## Logros
- 18 aviones soviéticos derribados en un día (3 de noviembre de 1943)
- 4 cazas P-51 Mustang de la USAAF derribados en un día (20 de junio de 1944)
- 3 cazas Spirfire de RAF derribados en cinco minutos (9 de julio de 1944)
- 3 cazas P-38 Lightning de la USAAF derribados en cinco minutos (26 de agosto de 1944)
- 2 cazas P-47 Thunderbolt de la USAAF derribados en un minuto (15 de agosto de 1944)

## Condecoraciones
- Ehrenpokal der Luftwaffe (Copa de honor de la Luftwaffe) (27 de octubre de 1943)
- Broche de misiones de combate de la Luftwaffe en oro
- Cruz de Hierro de 2.ª y 1.ª clase
- Cruz Alemana en Oro (25 de noviembre de 1943)
- Cruz de Caballero de la Cruz de Hierro (22 de noviembre de 1943) agregado de Hojas de Roble (11 de abril de 1944)